# Miquihuana
Miquihuana è una municipalità dello stato di Tamaulipas, nel Messico centrale, capoluogo della omonima municipalità.
Conta 3.514 abitanti (2010) e ha una estensione di 887,80 km².
Il paese deve il suo nome a Mecahuanna, leader indigeno e fondatore della cittadina.